# تاريخ آسام
تاريخ آسام هو تاريخ التقاء الشعوب من الشرق والغرب والجنوب والشمال؛ التقاء الثقافات الأسترو آسيوية والتبتية البورمية (الصينية التبتية) والتاي والهندوآرية. على الرغم من غزوها على مر القرون، غير أنها لم تكن أبدًا تابعة أو مستعمرة لقوة خارجية حتى الغزو البورمي الثالث في عام 1821، ومن بعده، دخول البريطانيين إلى ولاية آسام في عام 1824 خلال الحرب الأنجلو بورمية الأولى.
التاريخ الآسامي مأخوذ من مصادر متعددة. حافظت مملكة أهوم في آسام في العصور الوسطى على سجلات، تسمى بورانجيس، مكتوبة باللغات الأهومية والآسامية. تاريخ ولاية آسام القديمة يأتي من مجموعة من نقوش كاماروبا على الصخور، والألواح النحاسية والطين؛ والمنح الملكية.. إلخ، التي أصدرها ملوك كاماروبا خلال فترة حكمهم.
يمكن تقسيم تاريخ ولاية آسام إلى أربعة عصور. بدأ العصر القديم في القرن الرابع مع ذكر كاماروبا في نقوش سامودراغوبتا على عمود الله أباد وتأسيس مملكة كاماروبا. بدأ عصر القرون الوسطى بهجمات من سلطنة البنغال، التي وقع أولها في عام 1206 على يد بختيار خلجي كما هو مذكور في نقش كاناي-بوروكسيبوا الصخري، بعد تفكك المملكة القديمة وإنشاء ممالك العصور الوسطى وسفن زعيم القبيلة في مكانها. بدأت الحقبة الاستعمارية بتوطد السيطرة البريطانية بعد معاهدة ياندابو في عام 1826، وبدأت حقبة ما بعد الاستعمار في عام 1947 بعد استقلال الهند.
يرتبط أحد الموضوعات المشتركة بين الروايات الملكية في آسام بالشاكتية ويمعبد كاماخيا.

## عصور ما قبل التاريخ

### ثقافات العصر الحجري القديم
يعود تاريخ أقدم سكان للمنطقة إلى فترة العصر الجليدي الأوسط (منذ 781 ألف إلى 126 ألف سنة) في وادي رونغرام في تلال غارو. مواقع العصر الحجري القديم، التي استخدمت أدوات الساطور اليدوية، لها ارتباطات بالثقافة الأبيفيليو أشوليانية. تشمل مواقع العصر الحجري القديم الأخرى تلك الموجودة في منطقة دافابوم تقسيم لوهيت في أروناتشال براديش التي استخدمت أدوات حجرية من الصخور المتحولة. تقع مواقع العصر الحجري القديم المرتكزة في الكهوف في خانكوي في أوكرول، مانيبور، في أواخر حقبة العصر الجليدي.
يوجد دليل على وجود ثقافة ميكروبلورية في وادي رونغرام في تلال غارو الذي يقع بين طبقات تعود للعصر الحجري الحديث والتربة البكرية. كانت الميكروبلوريات هنا مصنوعة من صخور الدولريت، على عكس تلك الموجودة في بقية الهند. تشير قطع الفخار الخام المصنوعة يدويًا إلى أن الأشخاص الميكروبلوريين كانوا صيادين وجامعي طعام.

### ثقافات العصر الحجري الحديث
تطورت ثقافات العصر الحجري الحديث الأولى المعتمدة على الفأس اليدوي أحادي الوجه في تلال غارو بما يتماشى مع ثقافة هوابينهيان، ومن المتوقع أن هذه المنطقة كانت نقطة الاتصال بين الثقافات الهندية وجنوب شرق آسيا.
ترتبط ثقافات العصر الحجري الحديث المتأخر بانتشار المتحدثين باللغة المون خميرية من ماليزيا ووادي أيياروادي وتطورات العصر الحجري الحديث المتأخر في جنوب الصين.  نظرًا لأن هذه الثقافات تعود إلى 4500-4000 قبل الميلاد، فإن مواقع آسام تعود إلى تلك الفترة تقريبًا.
على الرغم من انتشار هذه المواقع من العصر الحجري الحديث على نطاق واسع، فإنها تتركز في التلال والأراضي المرتفعة، ربما نتيجةً للفيضانات. أجرت هذه الثقافات زراعة متنقلة تسمى جوم، ما تزال تمارسها بعض المجتمعات في المنطقة. بعض المواقع النموذجية هي داوجالي هادينغ في ديما هاساو، ساروتارو في منطقة كامروب و سيلباغيري في تلال غارو.

### العصر المعدني
لا يوجد دليل أثري على ثقافة العصر الحديدي أو البرونزي أو النحاسي في المنطقة. قد يبدو هذا مستحيلًا نظرًا لأنه تم اكتشاف الثقافات المشابهة في البنغال وكذلك جنوب شرق آسيا. لا يمكن إلا التخمين بأن مواقع العصر المعدني في المنطقة موجودة ولكن لم يتم اكتشافها بعد.

### الثقافات الميغالتية
على الرغم من أن العصر المعدني يبدو غير موجود في ولاية آسام، غير أن ثقافة العصر الحديدي الميغالتي في جنوب الهند لها امتداد في الثقافة المغالتية الغنية في المنطقة، والتي تبدأ في الظهور في وقت أبكر من أواخر الألفية الثانية قبل الميلاد، وما تزال حتى اليوم بين شعوب الخاسيين وناغا. التقارب مع جنوب شرق آسيا. كانت الثقافة الميغالتية سابقة لطقوس عبادة الخصوبة والشاكتية و الفاجرايانا البوذية التي تلت ذلك.

## آسام القديمة (350-1206)
تبدأ الرواية التاريخية لآسام مع تأسيس سلالة فارمان بوشيافارمان في القرن الرابع في مملكة كاماروبا، ويمثل ذلك بداية ولاية آسام القديمة. وصلت المملكة إلى امتداداها التقليدي، من كاراتويا في الغرب إلى السعدية في الشرق. استمدت هذه السلالة والسلالتان التاليتان لها نسبهما من ناراكاسورا الأسطورية. وصلت المملكة إلى قمة ازدهارها تحت حكم بهاسكارافارمان في القرن السابع. زار تشيونتسانغ بلاطه وترك وراءه رواية مهمة. توفي بهاسكارافارمان دون أن يترك وراءه مشكلة وانتقلت السيطرة على البلاد إلى سالساثامبا، الذي أسس سلالة مليشتشا. بعد سقوط سلالة مليشتشا في أواخر القرن التاسع، تم انتخاب حاكم جديد هو براهمابالا، الذي أسس سلالة بالا. تمت خلع آخر ملك من سلالة بالا من قبل ملك الجور، رامابالا، في عام 1110. لكن الملكين اللاحقين، تيمجاديفا وفيدياديفا، على الرغم من تمكينهما من قبل ملوك غور، حكموا في الغالب كمستقلين وأصدروا منحًا مستخدمين أختام كاماروبا القديمة. كان سقوط الملوك اللاحقين وصعود الممالك الفردية في القرن الثاني عشر بدلًا من مملكة كاماروبا بمثابة نهاية مملكة كاماروبا وفترة ولاية آسام القديمة.